# مقاطعة اوساج (كانساس)
مقاطعة اوساج (بالإنجليزية: Osage County)‏ هي إحدى المقاطعات في ولاية كانساس، الولايات المتحدة الأمريكية.